# 血皮槭

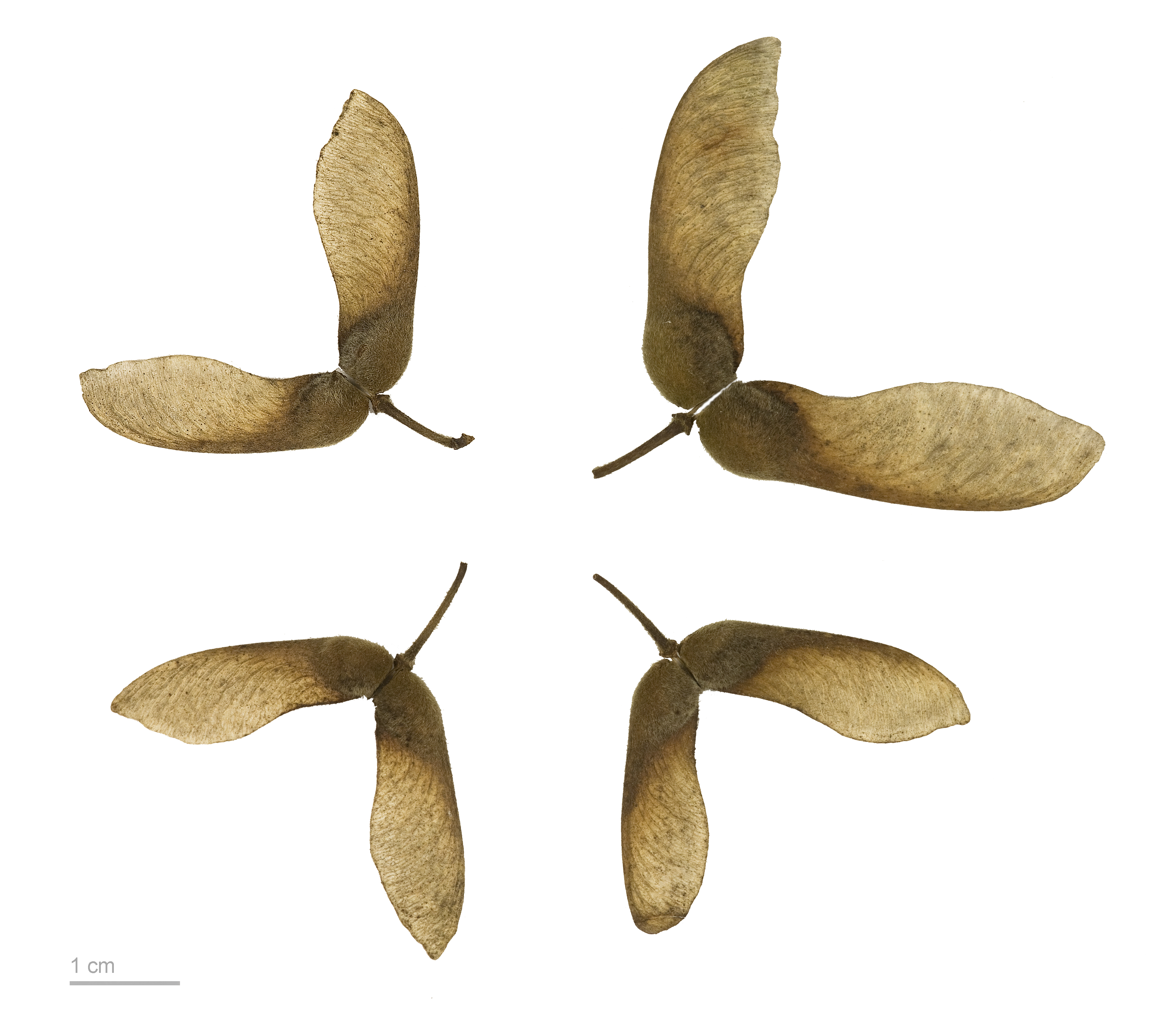
Acer griseum

血皮槭（学名：Acer griseum）是无患子科槭属的植物，是中国的特有植物。分布于中国大陆的四川、河南、甘肃、湖北、陕西等地，生长于海拔1,500米至2,000米的地区，常生于疏林中，目前尚未由人工引种栽培。

## 参考文献

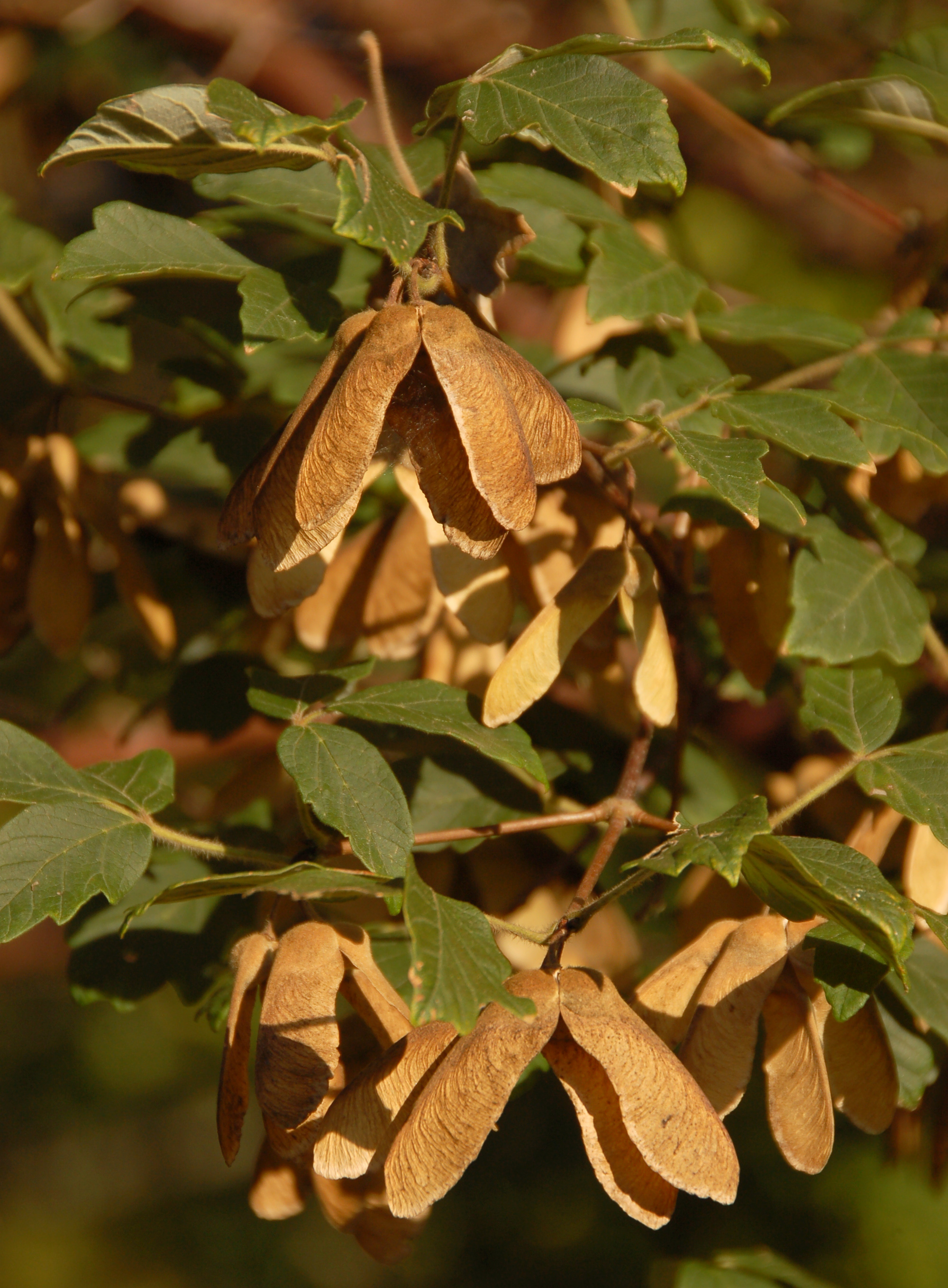
叶子和种子
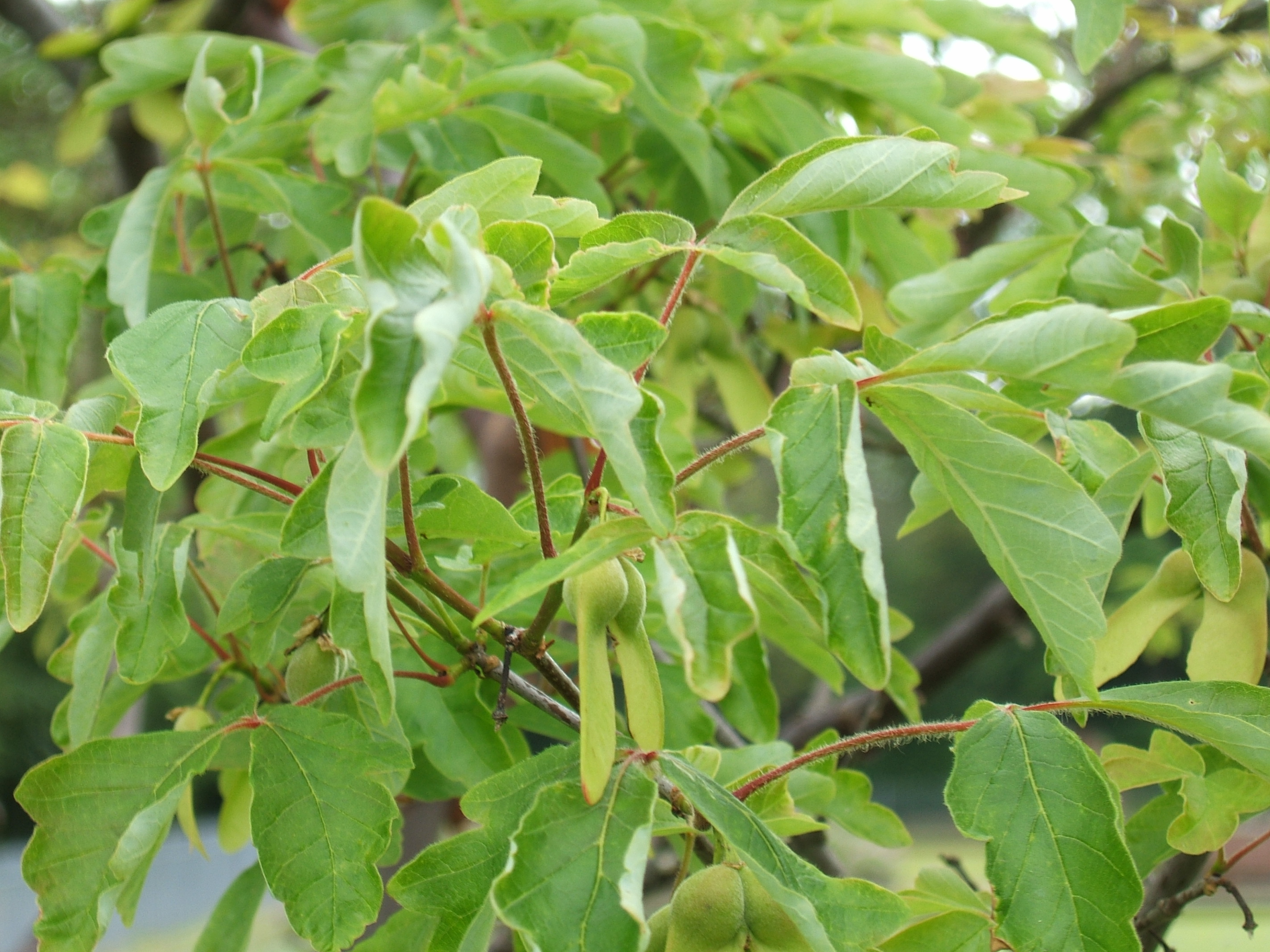
叶子和未成熟种子
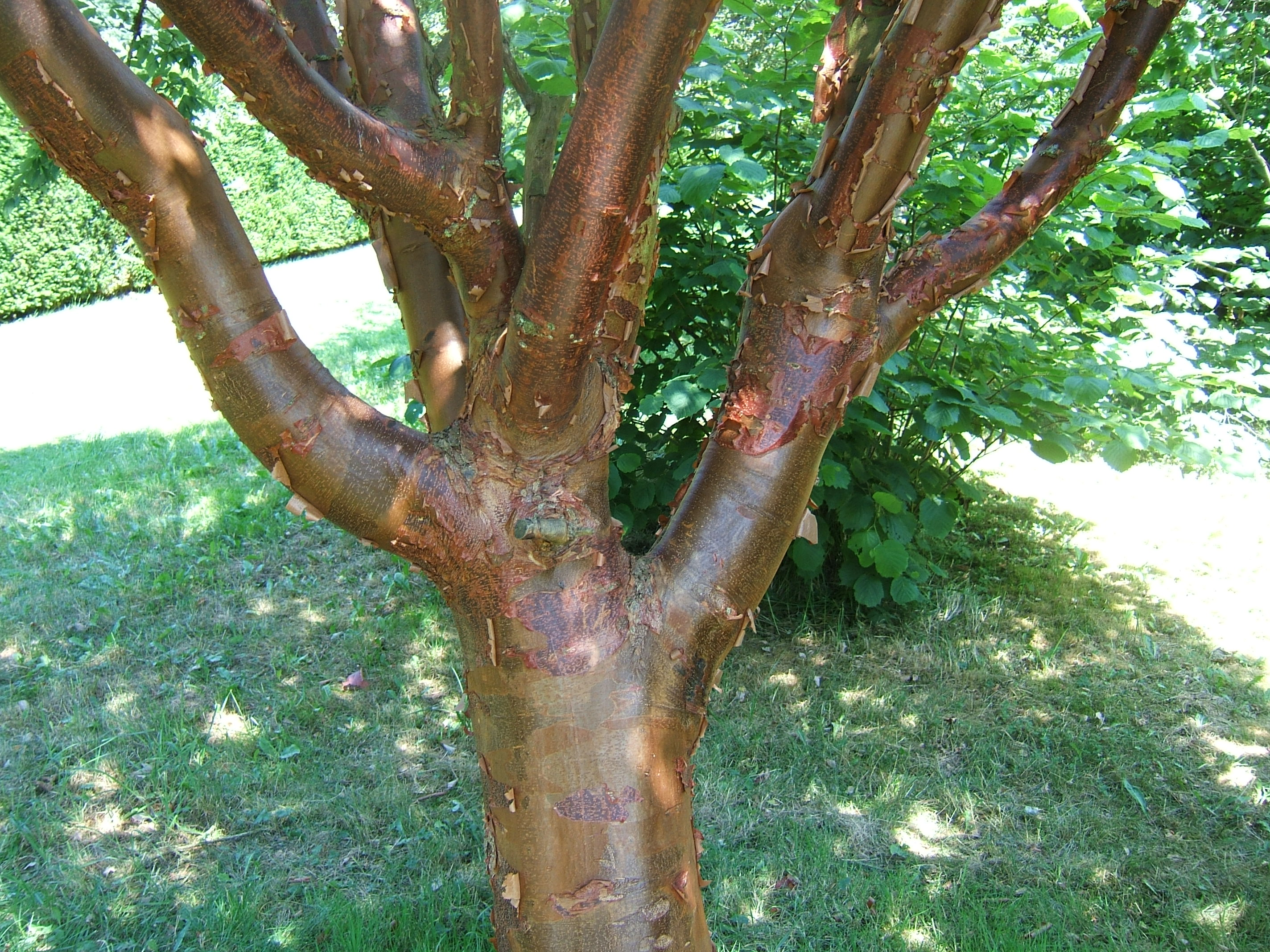
树干

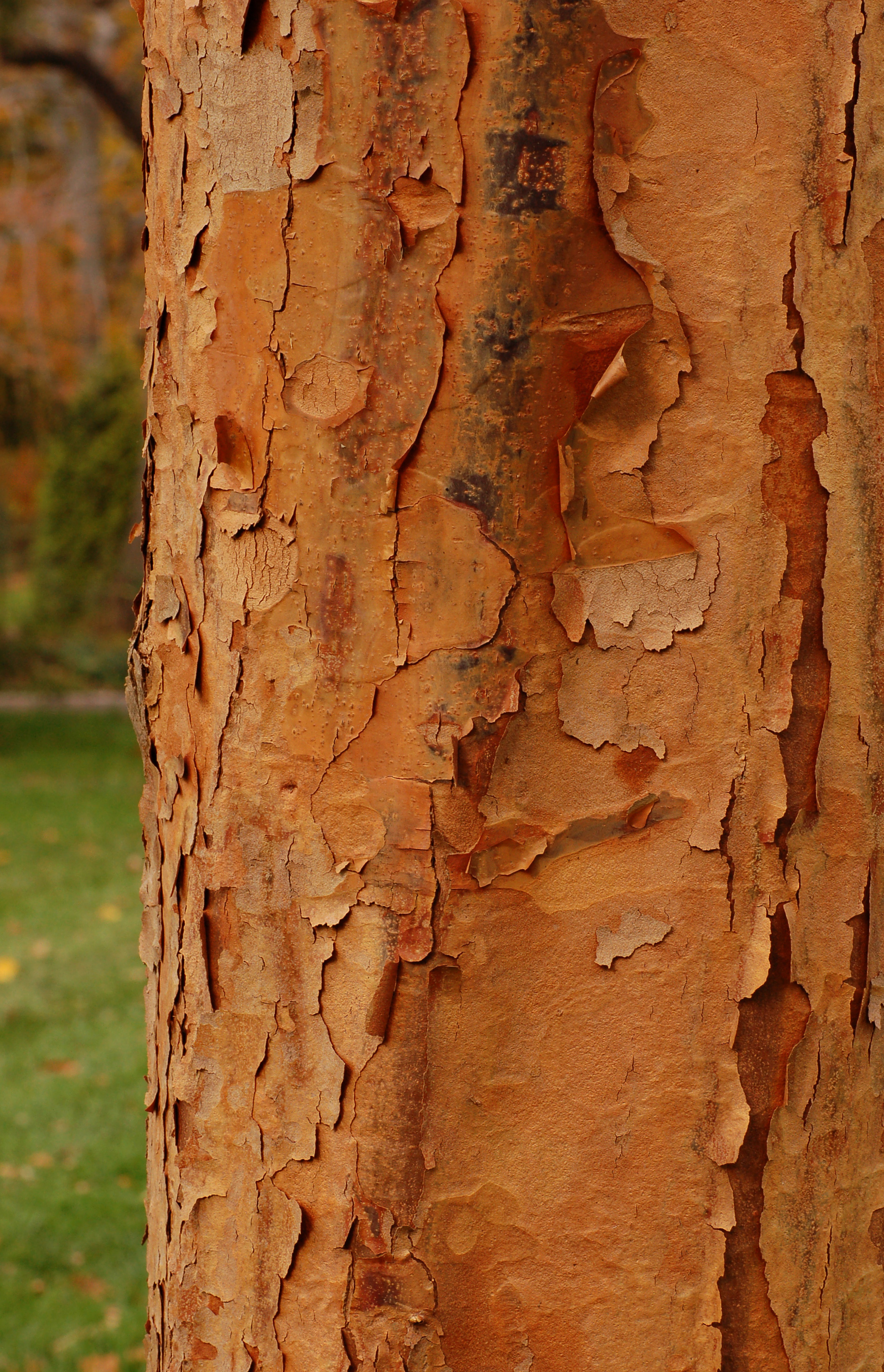
树皮
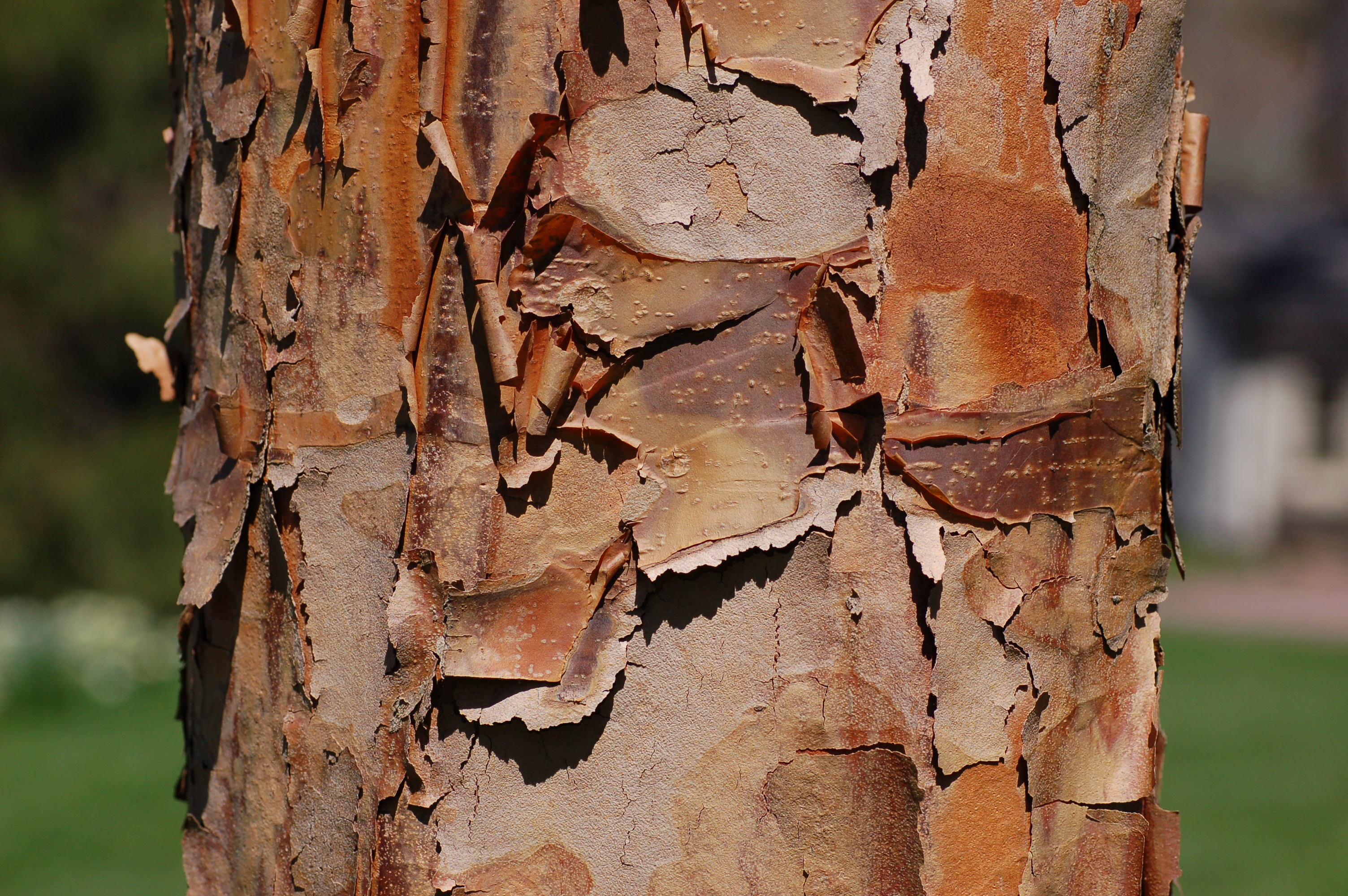
树皮
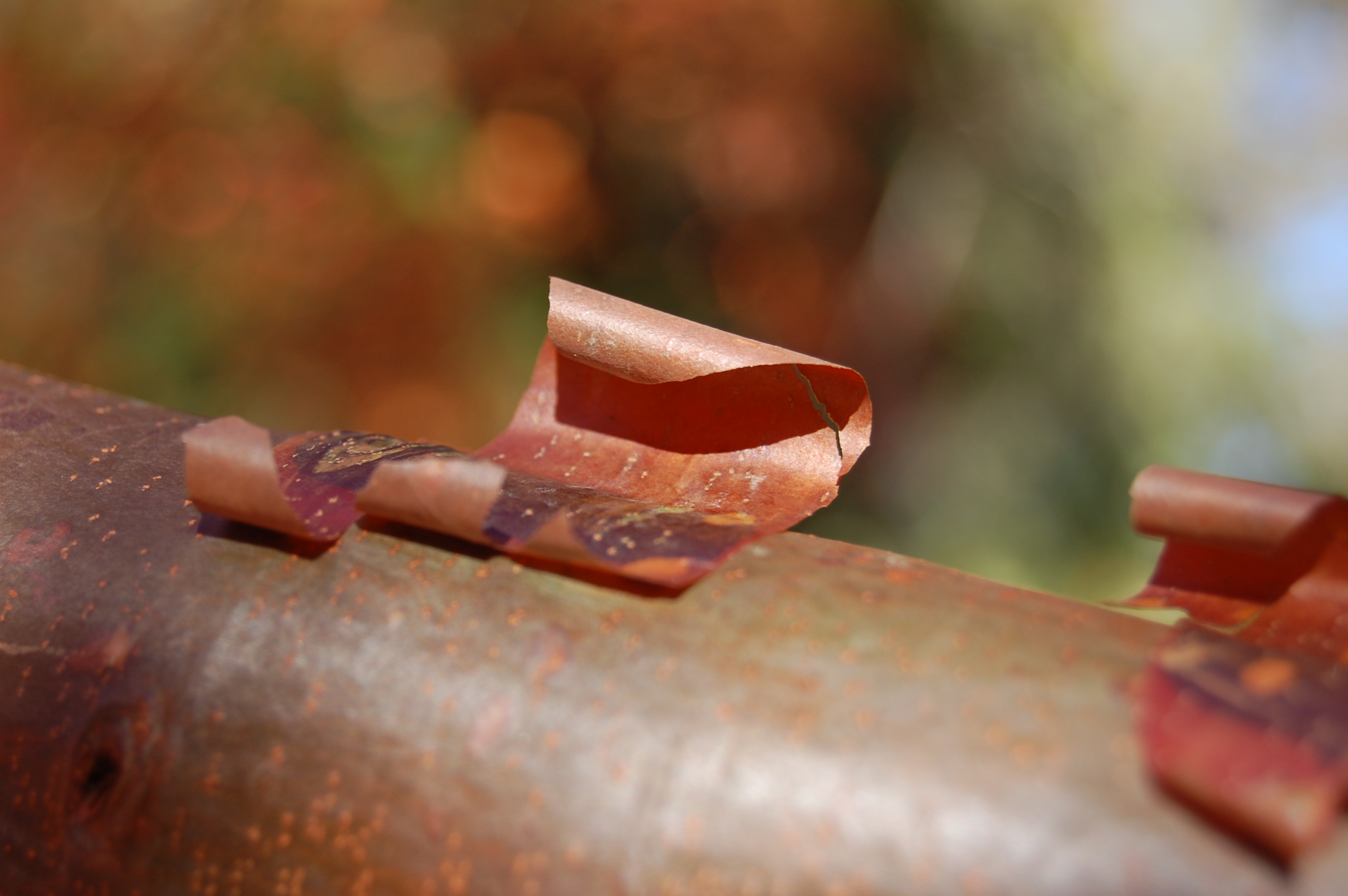
树皮特写

## 别名
马梨光（重庆奉节）